# Enzo Bartoli
Enzo Bartoli (Roma, 24 dicembre 1916 – Cattolica, 19 aprile 2012) è stato un cestista italiano.

## Carriera
In carriera ha militato nei Parioli Roma e nella Sangiorgese. Con la maglia azzurra ha disputato 3 incontri, tutti nel 1938. Nello stesso anno disputò e vinse i Mondiali di categoria con la Nazionale universitaria.